# Chakrit Ruengsuntear
Chakrit Ruengsuntear (* 21. Juli 1986) ist ein thailändischer Fußballspieler.

## Karriere
Chakrit Ruengsuntear stand bis Ende 2014 beim TOT SC (Telephone Organization of Thailand) unter Vertrag. Wo er vorher gespielt hat, ist unbekannt. Der Verein aus der thailändischen Hauptstadt Bangkok spielte in der ersten Liga des Landes, der Thai Premier League. Für den TOT SC absolvierte er 2014 sechs Erstligaspiele. Seit Anfang 2015 ist er vertrags- und vereinslos.